# بن کوربت
بن کوربت (انگلیسی: Ben Corbett؛ ‏ ۶ فوریهٔ ۱۸۹۲ – ۱۹ مهٔ ۱۹۶۱) بازیگر اهل ایالات متحده آمریکا بود.
از فیلم‌هایی که وی در آن نقش داشته‌است، می‌توان به پیریت و یک وسترن شرقی اشاره کرد.